# Hoylake
Hoylake – miasto w Anglii, w hrabstwie ceremonialnym Merseyside, w dystrykcie metropolitalnym Wirral. Leży 14 km na zachód od centrum Liverpool i 295 km na północny zachód od Londynu. W 2001 miasto liczyło 5710 mieszkańców.